# Acomodació neural
L'acomodació neuronal o acomodació neural es produeix quan una neurona o cèl·lula muscular es despolaritza per corrent creixent lentament (despolarització per rampa) in vitro. El model Hodgkin – Huxley també mostra allotjament. La despolarització sobtada d'un nervi evoca un potencial d'acció propagat mitjançant l'activació de canals ràpids de sodi tancats per voltatge incorporats a la membrana cel·lular si la despolarització és prou forta per arribar al llindar. Els canals de sodi oberts permeten que més ions de sodi flueixin cap a la cèl·lula i donen lloc a una despolarització addicional, que posteriorment obrirà encara més canals de sodi. En un moment determinat, aquest procés es torna regeneratiu (cicle viciós) i dona lloc a una fase ascendent ràpida del potencial d'acció. Paral·lelament a la despolarització i l'activació dels canals de sodi, el procés d'inactivació dels canals de sodi també és impulsat per la despolarització. Atès que la inactivació és molt més lenta que el procés d'activació, durant la fase regenerativa del potencial d'acció, la inactivació és incapaç d'evitar el ràpid augment de la tensió de la membrana, com la reacció en cadena.
Durant l'acomodació neuronal, la despolarització que augmenta lentament impulsa l'activació i la inactivació, així com les portes de potassi simultàniament i mai evoca el potencial d'acció. L'incapacitat d'evocar el potencial d'acció mitjançant la despolarització per rampa de qualsevol força havia estat un gran trencaclosques fins que Hodgkin i Huxley van crear el seu model físic de potencial d'acció. Més tard a la seva vida van rebre un premi Nobel pels seus influents descobriments. L'allotjament neuronal es pot explicar de dues maneres. "En primer lloc, durant el pas d'un corrent catodal constant per la membrana, augmentarà la conductància del potassi i el grau d'inactivació, ambdós factors elevaran el llindar. En segon lloc, el corrent iònic en estat estacionari a totes les forces de despolarització és exterior, de manera que un corrent catodal aplicat que puja prou lentament mai evocarà una resposta regenerativa de la membrana i no es produirà excitació. " (cita de Hodgkin i Huxley)
L'acomodació de les condicions fisiològiques in vivo es trenca, és a dir, que el corrent de pujada lent de llarga durada excita les fibres nervioses a una intensitat gairebé constant, per més que s'acosti a aquesta intensitat.